# Pionniers de la révolution

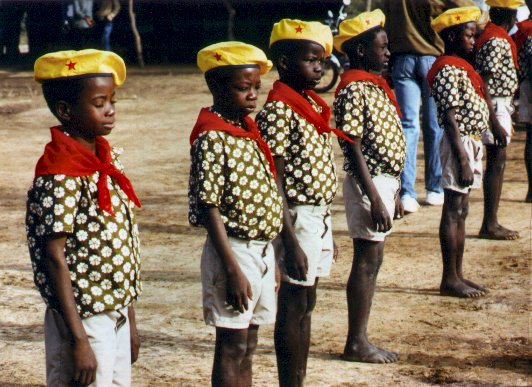
Pionniers de la Révolution dans la ville de Wayen-Zam, lors d'une visite d'État du président français François Mitterrand, c. 1987

Les Pionniers de la révolution est une organisation de jeunesse chargée de porter les idéaux de la révolution de 1983 au Burkina Faso. Elle est inspirée du modèle des mouvements pionniers généralement gérés par les partis communistes, tels que les Pionniers d'Enver, l'Organisation des pionniers José Martí (en) et l'Organisation des pionniers Agostinho Neto (en).

## Historique

### Création
Aux lendemains du coup d’État de 1983, le capitaine Thomas Sankara entreprend la transformation de la société burkinabé à travers un programme appelé la « Révolution démocratique et populaire ». Les enfants occupent une place importante dans ce programme.
En 1985, le capitaine Sankara crée Les Pionniers de la Révolution, une organisation composée d'enfants de tout âges qui a pour mission d'incarner les valeurs de la révolution. Les pionniers sont reconnaissable à leur uniforme, leur foulard rouge et leur béret jaune comme de nombreux autres mouvements de jeunes pionniers, tels que l'Organisation des pionniers de l'Union de Vladimir Lénine (en) et les Jeunes pionniers de Chine,.
Parmi les reformes mises en œuvre par le capitaine Sankara à l'endroit des enfants : l'interdiction des mutilations génitales féminines et des mariages forcés ; une campagne nationale d'alphabétisation a été organisée et environ 2,5 millions d'enfants ont été vaccinés contre la méningite, la fièvre jaune et la rougeole.
Bon nombre de pionniers de la révolution appartenaient à d'autres entités du gouvernement Sankara telles que les Comités de défense de la révolution et les Tribunaux  populaires de révolution.

### Abolition
Tout comme les Comités et les Tribunaux, les Pionniers de la révolution ont été supprimés après la mort de Thomas Sankara en 1987 par un coup d'État militaire mené par son ex-ami et frère d'armes Blaise Compaoré, qui restera 27 ans au pouvoir avant d'être chassé par un soulèvement populaire en octobre 2014.